# José Luis del Valle Doblado
José Luis del Valle Doblado (Madrid, 1954) es un ingeniero español especializado en energía y gestión de empresas. Es presidente de LAR Real Estate España.

## Trayectoria
Del Valle estudió ingeniería de minas en la Escuela Técnica Superior de Ingeniería de Minas de Madrid y se graduó ingeniero en la Universidad Politécnica de Madrid. Continuó su formación en el Instituto de Tecnología de Massachusetts donde estudió un máster de ciencias y se graduó ingeniero nuclear por esta universidad estadounidense. Posteriormente se trasladó a Boston para estudiar un máster en administración de empresas (MBA) en la escuela de negocios Harvard.
Del Valle desarrolla su labor profesional en los sectores de la energía, el sector inmobiliario y la banca. En el sector energético ha trabajado en empresas eléctricas como Iberdrola y empresas fabricantes de tecnologías para energías renovables como GAMESA. En el sector de la banca ha desarrollado diferentes cargos en entidades financieras como el banco Santander, el banco central hispano, banco santander central hispano y Wizink Bank entre otros. Entre 1988 y 2002 trabajó en el Banco Santander en diferentes cargos profesionales, siendo director general y financiero desde 1999 a 2002. En el año 2002 pasó al sector energético tomando la dirección estratégica de Iberdrola hasta el año 2008, y la dirección de estudios hasta 2010. Durante 2011 y 2012 fue asesor del presidente de GAMESA.
En el año 2007 como consejero delegado del grupo escocés Scottish Power participó en la integración de este grupo en la empresa Iberdrola, en la que Del Valle era director de estrategia y desarrollo. En 2011 participó en la modificación de los estatutos de Iberdrola en la junta general celebrada en Bilbao, como secretario general de ACS, el accionista mayoritario de la empresa energética.
Del Valle es consejero en varias instituciones como el Instituto de Consejeros-Administradores, como vicepresidente, y la compañía aseguradora Ocaso, desde 2014 presidente no ejecutivo en GES (hasta 2017) y Lar España y desde noviembre de 2016 a noviembre de 2020 fue consejero independiente en la empresa energética Abengoa. Desde noviembre de 2018 a febrero de 2023 fue presidente del consejo de administración del grupo Wizink Bank.
En 2022 fue galardonado con el premio Professional Engineer Distinguido por la Asociación de Ingenieros Profesionales de España (AIPE) en su primera edición 